# Quessigny
Quessigny ist eine Ortschaft und eine Commune déléguée in der französischen Gemeinde La Baronnie mit 113 Einwohnern (Stand 1. Januar 2022) im Süden des Départements Eure in der damaligen Region Haute-Normandie (seit 2016 Normandie). 
Die Gemeinde Quessigny wurde am 1. Januar 2016 mit Garencières zu einer Commune nouvelle mit dem Namen La Baronnie zusammengeschlossen und verfügt dort über den Status einer Commune déléguée. Sie gehörte zum Arrondissement Évreux und zum Kanton Saint-André-de-l’Eure. 

## Geografie
Quessigny liegt etwa 17 Kilometer südöstlich von Évreux. 

## Bevölkerung
| Jahr      | 1793 | 1846 | 1881 | 1936 | 1962 | 1968 | 1975 | 1982 | 1990 | 1999 | 2006 | 2013 |
| --------- | ---- | ---- | ---- | ---- | ---- | ---- | ---- | ---- | ---- | ---- | ---- | ---- |
| Einwohner | 149  | 126  | 94   | 160  | 80   | 72   | 48   | 64   | 80   | 88   | 123  | 118  |

## Sehenswürdigkeiten
- Kirche Saint-Pierre